# Retablo de la Virgen de las Nieves (Catedral de Orense)
El retablo de la Virgen de las Nieves es una obra realizada por Juan de Angés el Mozo en 1592. Está ubicado en la Capilla de las Nieves de la Catedral de Orense, en Galicia (España).

## Historia
Tanto la capilla como el retablo fueron sufragados gracias a Febos Rodríguez, canónigo y mecenas que donó parte de sus bienes para la construcción de una capilla en la catedral dedicada a la Virgen de las Nieves tal y como consta en su testamento, fechado el 26 de octubre de 1588, pudiéndose leer en el frente de su sepulcro, compuesto por un arcosolio y una estatua orante del difunto, la siguiente leyenda: 

Phebo Rodriguez Canonico Cardinali hujus alme Ecclesie viro nobilitate ingenio magnificencia ac virtutibus preclaro licenciati Gundisalvus ac Joannes Perez de Noboa Canonicus fratres sacellum hoc Deipare Virginis Marie ad Nives dicatum ut in eo a septem sacerdotibus….etc. Obiit die 22 Novembris anno 1588 aetatis vero.: p. 256 
Febos Rodríguez, canónigo cardenal de esta misma iglesia, hombre de nobleza, genio, magnificencia y virtudes eminentes. El licenciado Gonzalo y el canónigo Juan Pérez de Noboa, hermanos, fundaron esta capilla dedicada a la Virgen María de las Nieves, para que en ella se celebre por siete sacerdotes....etc. Murió el día 22 de noviembre del año 1588.

Las trazas de la capilla fueron realizadas por los maestros Gonzalo Fatón y Juan González, este último encargado junto con Pedro de Arce de las labores de edificación (iniciadas en 1589), mientras que la reja corrió a cargo de Juan Bautista Celma en 1596. Por su parte, el retablo, cuyas trazas quedaron en poder de los albaceas, es obra de Juan de Angés el Mozo (autor a su vez de la estatua del fundador), quien firmó el contrato el 20 de junio de 1592: p. 454  y percibió un total de 650 ducados,: p. 34  si bien en la ejecución del conjunto intervinieron también el entallador Alonso López y el pintor Juan Martínez Español,: p. 62  constando en 1595 la entrega por parte de Angés de la carta de pago de la hechura del retablo, los cajones, las puertas de la sacristía y otros elementos realizados para la capilla.: p. 454 

## Descripción
El retablo, considerado uno de los mejores exponentes del manierismo en Galicia,: p. 229  está compuesto por predela, dos cuerpos con tres calles y ático. La pieza, dotada de un fuerte carácter clasicista, sigue el orden corintio en toda la estructura, estando el tercio inferior de los pilares ornamentado con motivos vegetales e infantes desnudos y el resto con estrías en vertical al estilo de Esteban Jordán en los retablos de la Iglesia de Santa María Magdalena de Valladolid y el retablo mayor de la Iglesia de Santa María de Mediavilla en Medina de Rioseco. La predela exhibe representaciones en relieve de los Evangelistas y los Doctores de la Iglesia de Occidente: mientras que los Evangelistas se sitúan en las calles (San Lucas a la izquierda, San Juan y San Mateo en el centro y San Marcos a la derecha), los Doctores figuran en los pedestales de las columnas (netos) que delimitan las calles. Respecto al primer cuerpo, en él figuran en relieve tres escenas relativas a la leyenda de la Virgen de las Nieves entre pilastras coronadas por frontones, triangular el central y curvos los de los lados, estos últimos apoyados en ménsulas acantiformes. En lo relativo al segundo cuerpo, este cuenta con tres tallas de bulto redondo, las de los laterales bajo frontones semicirculares soportados por ménsulas y la del centro bajo un frontón partido apoyado sobre pilastras; las imágenes de los extremos representan a Santa Marina y Santa Eufemia mientras que la que preside el retablo muestra a la Virgen de las Nieves, si bien esta talla, fechada a finales del siglo xvi, no es la original y procede del pueblo de Lamamá. Por último, el ático posee una hornacina de medio punto en la que se cobija una talla representativa de San Martín de Tours, patrono de la catedral, destacando a los lados medallones con bustos de San Pedro y San Pablo y en la zona superior de la estructura, a modo de remate, un Calvario.: p. 62 : pp. 43-44 